# Torocca kloofia
Torocca kloofia là một loài ruồi trong họ Tachinidae.